# مجلس التعاون لدول الخليج العربية
مجلس التعاون الخليجي أو مجلس التعاون لدول الخليج العربي، هو مُنظمةٌ إقليمية وسياسية، واقتصادية، وعسكرية، وأمنية عربيَّة مُكوَّنةٌ من سِتّ دُوَلِ عَرَبِيَّة تَطِل على الْخَلِيْجِ الْعَرَبِيّ وتُشكل غالبية مساحة شبه الجزيرة العربية، هِيَ الْمَملَكَةُ العَرَبِيَّةُ السُّعُودِيَّة وَسَلْطَنَة عُمَان وَالإِمَارَاتِ العَرَبِيَّةِ المُتَّحِدَة وَدَوْلَةُ الكُوَيْت وَدَوْلَةُ قَطَر وَمَمْلَكَةِ البَحرَين. تأسَّس مجلس التعاون لدُول الخَليج العربيَّة في 25 مايو 1981م بالاجتماع المنعقد في العاصِمَة الإماراتِيَّة أبو ظبي، وكان أمِير الكُوَيت الأسبَق الشَّيخ جَابِر الأحمَد الصَّبَاح صَاحِبَ فِكرَة إنشائِه. يتولَّى الأمانة العامة للمجلس حاليًّا جاسم البديوي. يتخذ المجلس من العَاصمة السُّعُوديَّة الرِّيَاض مقرًا رئيسيًّا له.
جميع الدُّول الأعضاء في مجلس التعاون لدول الخليج العربيَّة هي دُولٌ مَلكِيَّة، ثلاث منها دُولٌ نِظَامُ حُكمِهَا مَلَكِيٌ دِستُورِي وهيَ دَولَةُ الكَوَيتِ ومملكةُ البَحرين ودولة قطر ودَولَتان نِظَامُ حُكمِهَا مَلَكِيٌ مُطلَق وهيَ المملكةُ العربيَّةُ السُّعوديَّة ودَولَةٌ نِظَامُ حُكمِهَا سُلطَانِيٌ وِرَاثِي وهيَ سَلطنة عُمَان ودولة نظام حكمها اِتِّحَادِيٌ رِئَاسِي وهيَ دولة الإمارات العربيَّة المُتَّحدة وهي عبارةٌ عن سبعِ إمارات، كل إمارة لها حَاكمُها الخاص. في عام 2011م اقترح خادم الحَرمين الشَّريفين الملك عبدالله بن عبد العزيز آل سعود ملك المملكة العربية السعودية آنذاك في القمَّة الخليجية الثانية والثلاثين تحويل مجلس التعاون الخليجي إلى اتحاد خليجي والتنسيق فيما بينها سياسيًا وعسكريًا واقتصاديًا. وتم رفض الفكرة السعوديَّة من قبل سلطنة عمان.
تُعَد كُلًّا من جُمهورية العِراق باعتباره دَولةٌ مِطَلَّةٌ عَلى مِيَاهِ الخَلِيْجِ العَرَبِيّ وله حُدُودٌ طَوِيلة مَعَ المملكة العربيَّة السُّعوديَّة ودَولة الكُوَيت،وَالجُمهُوريَّة اليَمنيَّة باعتبارها الامتداد الإستراتيجي لدُوَل شبه الجزيرة العربية دولًا مرشحة للحصول على عُضويَّة المجلِس الكاملة حيث يَمتلك كل من جمهوريتي العراق واليمن عُضويَّةَ بعضِ لِجان المَجلس كالرّياضية والصّحية والثّقافية. بعد انطلاق العملية العسكرية الخليجية التي عُرِفت بعاصفة الحَزم الَّتي قادتها القوات المُسلَّحة السُّعوديَّة في اليَمَن، طلب الرئيس اليمني عبد ربه منصور هادي انضمام اليمن إلى مجلس التعاون الخليجي ودخول قوات درع الجزيرة إلى اليمن لمساعدة حكومته على استعادة الأراضي اليمنية التي سيطر عليها جماعة الحوثيين التابعة لإيران وأنصار علي عبد الله صالح. رحَّبت دول الخليج العربي بفكرة انضمام المملكة الأردُنيَّة الهاشميَّة والمملكة المغربيَّة إلى مجلس التعاون لدول الخليج العربية، وعبَّر الأمين العام الأسبق عبد اللطيف الزياني للصحفيين في مؤتمر صحفي أنَّ «قادة دول الخليج العربي يرحبون بطلب المملكة الأردنيَّة الهاشميَّة الانضمام إلى المجلس وكلَّفوا وزراء الخارجية بدعوة وزير خارجية الأردن للدُّخول في مفاوضات لاستكمال الإجراءات اللازمة لذلك»، وأضاف «بناءً على اتصال مع المملكة المغربيَّة ودعوتها للانضمام فقد فوض المجلس الأعلى وزراء الخارجية دعوة وزير خارجية المملكة للدخول في مفاوضات لاستكمال الإجراءات اللازمة لذلك»، وقد أصدرت وزارة الخارجية المغربيَّة بيانًا رحبت فيه بدعوة دول مجلس التعاون وقالت إن السلطات المغربية «مستعدة لإجراء مشاورات من أجل تحديد إطار تعاون أمثل» مع دول مجلس التعاون الخليجي. وأكد البيان تمسك المغرب ببناء اتحاد المغرب العربي الذي هو خيار استراتيجي أساسي للأمة المغاربية لكن البلدين لم ينضما بعد.

## فكرة التأسيس
في 16 مايو 1976، زار أمير دولة الكُوَيت آنذاك الشيخ جَابر الأحمد الصَّباح دولة الإمارات العربيَّة المُتَّحدة لعقد مباحثات مع رئيس دولة الإمارات العربيَّة المُتَّحدة الشيخ زَايِد بن سُلطان آل نهيان حَول إنشاء مجلس التَّعاون الخليجي. واقترح فكرة إنشاء هذا المجلس، فلقد خطَّط ونفَّذ هذا المشروع لإحساسه بالأخطار التي تهدد الأمن القومي لدول شبه الجزيرة العربية، وكان قد اقترح إنشاء المجلس في القمة العربية الثالثة عشر في الأردن في عمَّان في نوفمبر 1980م وفي عام 1996م اقترح إنشاء مجلس شعبي استشاري لدول مجلس التعاون الخليجي وذلك في القمة الخليجية السابعة عشر في الدوحة يتكون من ثلاثين عضو بمعدل خمس أشخاص للدولة الواحدة.

## إنشاء المجلس
في 21 رجب 1401 هـ، الموافق 25 مايو 1981م، توصَّل قادة كل من المملكة العربيَّة السُّعوديَّة وسلطنة عُمَان ودولة الإمارات العربيَّة المُتَّحدة ودولة الكُوَيت ودولة قَطر ومملكة البَحرَين في اجتماعٍ عُقِد في إمارَة أبُو ظبي إلى صيغة تعاونية تضم الدول الست تهدف إلى تحقيق التنسيق والتكامل والترابط بين دولهم في جميع الميادين وصولًا إلى وحدتها، وِفق ما نص عليه النظام الأساسي للمجلس في مادته الرابعة، التي أكدت أيضًا على تعميق وتوثيق الروابط والصلات وأوجه التعاون بين مواطني دول المجلس.
وجاءَت المُنطلقات واضحةً في ديباجة النظام الأساسي التي شدّدت على ما يربط بين الدول الست من علاقات خاصة، وسمات مشتركة، وأنظمة متشابهة أساسها العقيدة الإسلامية، وإيمان بالمصير المشترك ووحدة الهدف، وأنَّ التعاون فيما بينها إنما يخدم الأهداف السامية للأُمَّة العربيَّة. وبعد أشهُرٍ من اندلاع أحداث الرَّبيع العربيّ أُعلن في يوم الثلاثاء العاشر من مايو 2011م في اجتماع المجلس في الرياض الزياني أمين عام المجلس عن الموافقة بضم المملكة الأردنيَّة الهاشميَّة للمجلس ودعوة المملكة المغربيَّة للانضمام لمجلس التعاون، لكنَّ المغرب قامت بالاعتذار مُعتبرةً «اتحاد المغرب العربي» موقعًا استراتيجيًا لها.

## الأهداف
1. تحقيق التنسيق والتكامل والترابط بين الدول الأعضاء في جميع الميادين وصولًا إلى وحدتها.
2. تعميق وتوثيق الروابط والصلات وأوجه التعاون القائمة بين شعوبها في مختلف المجالات.
3. وضع أنظمة متماثلة في مختلف الميادين؛ الاقتصادية، والمالية، والتجارية والجمارك، وغيرها من الأنشطة الاقتصادية المختلفة.
4. دفع عملية التقدم العلمي والتقني في مجالات الاقتصاد المختلفة عن طريق إنشاء مراكز بحوث علمية.
5. إقامة مشاريع مشتركة، وتشجيع تعاون القطاع الخاص.

## الشعار
شعار دول مجلس التعاون الخليجي يتكون من اثنين من الدوائر متحدة المركز. على الجزء العلوي من الدائرة الأوسع، تكتب عبارة بسْم الله الرّحمٰن الرّحيْم باللُّغة العربيَّة وعلى الجزء السفلي اسم المجلس الكامل، باللُّغة العربيَّة أيضًا. تحتوي الدائرة الداخلية على شكل سداسي منقوش يمثل الدول الأعضاء الستة للمجلس. الشكل السداسي معبى بخريطة من الداخل تضم شبه الجزيرة العربية، والتي تظهر مناطق الدول الأعضاء ملونة بالبني وفي الأعلى ستة أعلام لدول مجلس التعاون الخليجي.

## الدول الأعضاء
| الاسم                    | العَاصِمَة | السُّكان     | المُوَاطِنُون  | المَسَاحَة (كم²) | الحَاكِم                        | نِظَامُ الحُكم             | العُملَة       |
| ------------------------ | ------- | ---------- | ---------- | ------------- | ----------------------------- | ---------------------- | ------------ |
| الْمَمْلَكَة العَرَبيَّة السُّعُودِيَّة | الرِّيَاض  | 32,175,224 | 18,792,262 | 2,149,690     | سلمان بن عبد العزيز آل سعود   | وراثي ملكي مطلق        | ريال سعودي   |
| سَلْطَنَةُ عُمَان               | مسقط    | 4,592,115  | 2,521,289  | 309,501       | هيثم بن طارق بن تيمور آل سعيد | وراثي ملكي مطلق        | ريال عُماني   |
| الْإِمَارَاتِ الْعَرَبِيَّة الْمُتَّحِدَة | أبو ظبي | 9,397,000  | 1,588,820  | 83,600        | محمد بن زايد آل نهيان         | اتحادي رئاسي ملكي مطلق | درهم إماراتي |
| دَوْلَةُ الْكُوَيْت              | الكويت  | 4,793,568  | 1,517,076  | 17,818        | مشعل الأحمد الجابر الصباح     | إمارة دستورية وراثية   | دينار كويتي  |
| دَوْلَةُ قَطَر                 | الدوحة  | 2,675,522  | 560,173    | 11,571        | تميم بن حمد بن خليفة آل ثاني  | إمارة دستورية وراثية   | ريال قطري    |
| مَمْلَكَةُ الْبَحْرَيْن            | المنامة | 1,472,204  | 713,263    | 785           | حمد بن عيسى بن سلمان آل خليفة | مملكة دستورية وراثية   | دينار بحريني |
| المجموع                  | --      | 55,105,633 | 25,692,883 | 2,572,965     | --                            | --                     | --           |

## حكام دول المجلس

### حكام دول مجلس التعاون الخليجي منذ استلام المنصب
| الدولة                        | الاسم                                         | الصورة | المنصب                             | تاريخ تولي الحكم |
| ----------------------------- | --------------------------------------------- | ------ | ---------------------------------- | ---------------- |
| مملكة البحرين                 | الملك حمد بن عيسى آل خليفة                    |        | ملك مملكة البحرين                  | 6 مارس 1999      |
| دولة قطر                      | الشيخ تميم بن حمد آل ثاني                     |        | أمير دولة قطر                      | 25 يونيو 2013    |
| المملكة العربية السعودية      | الملك سلمان بن عبدالعزيز بن عبدالرحمن آل سعود |        | ملك السعودية                       | 23 يناير 2015    |
| سلطنة عمان                    | السلطان هيثم بن طارق آل سعيد                  |        | سلطان عمان                         | 11 يناير 2020    |
| دولة الإمارات العربية المتحدة | الشيخ محمد بن زايد آل نهيان                   |        | رئيس دولة الإمارات العربية المتحدة | 14 مايو 2022     |
| دولة الكويت                   | الشيخ مشعل الأحمد الصباح                      |        | أمير دولة الكويت                   | 16 ديسمبر 2023   |

## قمم المجلس

### قمم مجلس التعاون الخليجي
القمم العادية
| القمة                        | الدولة                        | رئاسة الدورة                  | التاريخ             |
| ---------------------------- | ----------------------------- | ----------------------------- | ------------------- |
| القمة الخليجية (مايو 1981)   | دولة الإمارات العربية المتحدة | دولة الإمارات العربية المتحدة | 25 مايو 1981        |
| القمة الخليجية (نوفمبر 1981) | المملكة العربية السعودية      | المملكة العربية السعودية      | 11 نوفمبر 1981      |
| القمة الخليجية 1982          | مملكة البحرين                 | مملكة البحرين                 | 9 نوفمبر 1982       |
| القمة الخليجية 1983          | دولة قطر                      | دولة قطر                      | 7 نوفمبر 1983       |
| القمة الخليجية 1984          | دولة الكويت                   | دولة الكويت                   |                     |
| القمة الخليجية 1985          | سلطنة عمان                    | سلطنة عمان                    |                     |
| القمة الخليجية 1986          | دولة الإمارات العربية المتحدة | دولة الإمارات العربية المتحدة | 2 نوفمبر 1986       |
| القمة الخليجية 1987          | المملكة العربية السعودية      | المملكة العربية السعودية      | 26 ديسمبر 1987      |
| القمة الخليجية 1988          | مملكة البحرين                 | مملكة البحرين                 |                     |
| القمة الخليجية 1989          | سلطنة عمان                    | سلطنة عمان                    | 18 ديسمبر 1989      |
| القمة الخليجية 1990          | دولة قطر                      | دولة قطر                      | 22 - 25 ديسمبر 1990 |
| القمة الخليجية 1991          | دولة الكويت                   | دولة الكويت                   | 25 ديسمبر 1991      |
| القمة الخليجية 1992          | دولة الإمارات العربية المتحدة | دولة الإمارات العربية المتحدة | 4 - 6 نوفمبر 1992   |
| القمة الخليجية 1993          | المملكة العربية السعودية      | المملكة العربية السعودية      | 20 - 22 ديسمبر 1993 |
| القمة الخليجية 1994          | مملكة البحرين                 | مملكة البحرين                 | 19 ديسمبر 1994      |
| القمة الخليجية 1995          | سلطنة عمان                    | سلطنة عمان                    | 4 ديسمبر 1995       |
| القمة الخليجية 1996          | دولة قطر                      | دولة قطر                      | 26 ديسمبر 1996      |
| القمة الخليجية 1997          | دولة الكويت                   | دولة الكويت                   | 20 ديسمبر 1997      |
| القمة الخليجية 1998          | دولة الإمارات العربية المتحدة | دولة الإمارات العربية المتحدة | 7 ديسمبر 1998       |
| القمة الخليجية 1999          | المملكة العربية السعودية      | المملكة العربية السعودية      | 27 - 29 نوفمبر 1999 |
| القمة الخليجية 2000          | مملكة البحرين                 | مملكة البحرين                 | 31 ديسمبر 2000      |
| القمة الخليجية 2001          | سلطنة عمان                    | سلطنة عمان                    | 31 ديسمبر 2001      |
| القمة الخليجية 2002          | دولة قطر                      | دولة قطر                      | 21 ديسمبر 2002      |
| القمة الخليجية 2003          | دولة الكويت                   | دولة الكويت                   | 22 ديسمبر 2003      |
| القمة الخليجية 2004          | مملكة البحرين                 | مملكة البحرين                 | 21 ديسمبر 2004      |
| القمة الخليجية 2005          | دولة الإمارات العربية المتحدة | دولة الإمارات العربية المتحدة | 19 ديسمبر 2005      |
| القمة الخليجية 2006          | المملكة العربية السعودية      | المملكة العربية السعودية      | 9 ديسمبر 2006       |
| القمة الخليجية 2007          | دولة قطر                      | دولة قطر                      | 3 ديسمبر 2007       |
| القمة الخليجية 2008          | سلطنة عمان                    | سلطنة عمان                    | 29 ديسمبر 2008      |
| القمة الخليجية 2009          | دولة الكويت                   | دولة الكويت                   | 15 ديسمبر 2009      |
| القمة الخليجية 2010          | دولة الإمارات العربية المتحدة | دولة الإمارات العربية المتحدة | 6 ديسمبر 2010       |
| القمة الخليجية 2011          | المملكة العربية السعودية      | المملكة العربية السعودية      | 19 ديسمبر 2011      |
| القمة الخليجية 2012          | مملكة البحرين                 | مملكة البحرين                 | 24 ديسمبر 2012      |
| القمة الخليجية 2013          | دولة الكويت                   | دولة الكويت                   | 10 ديسمبر 2013      |
| القمة الخليجية 2014          | دولة قطر                      | دولة قطر                      | 9 ديسمبر 2014       |
| القمة الخليجية 2015          | المملكة العربية السعودية      | المملكة العربية السعودية      | 9 ديسمبر 2015       |
| القمة الخليجية 2016          | مملكة البحرين                 | مملكة البحرين                 | 6 - 7 ديسمبر 2016   |
| القمة الخليجية 2017          | دولة الكويت                   | دولة الكويت                   | 5 ديسمبر 2017       |
| القمة الخليجية 2018          | المملكة العربية السعودية      | سلطنة عمان                    | 9 ديسمبر 2018       |
| القمة الخليجية 2019          | المملكة العربية السعودية      | دولة الإمارات العربية المتحدة | 10 ديسمبر 2019      |
| القمة الخليجية (يناير 2021)  | المملكة العربية السعودية      | مملكة البحرين                 | 5 يناير 2021        |
| القمة الخليجية (ديسمبر 2021) | المملكة العربية السعودية      | المملكة العربية السعودية      | 14 ديسمبر 2021      |
| القمة الخليجية 2022          | المملكة العربية السعودية      | سلطنة عمان                    | 9 ديسمبر 2022       |
| القمة الخليجية 2023          | دولة قطر                      | دولة قطر                      | 5 ديسمبر 2023       |
| القمة الخليجية 2024          | دولة الكويت                   | دولة الكويت                   | 1 ديسمبر 2024       |

القمم الاستثنائية
| القمة                           | الدولة                   | التاريخ       |
| ------------------------------- | ------------------------ | ------------- |
| القمة الخليجية الإستثنائية 2009 | المملكة العربية السعودية | 15 يناير 2009 |
| القمة الخليجية الاستثنائية 2019 | المملكة العربية السعودية | 30 مايو 2019  |

### اجتماعات قمة مجلس التعاون الخليجي والآسيان ومجلس التعاون الخليجي
| عقدت في                          | سنة  |
| -------------------------------- | ---- |
| الرياض، المملكة العربية السعودية | 2023 |

العلاقات بين دول مجلس التعاون الخليجي وباكستان

في يناير/كانون الثاني 2022، استكمل مجلس التعاون الخليجي وباكستان خطة العمل المشتركة للحوار الاستراتيجي (2022-2026). في سبتمبر 2023، وقعت دول مجلس التعاون الخليجي وباكستان اتفاقية أولية بشأن اتفاقية التجارة الحرة.
اجتماعات قمة مجلس التعاون الخليجي والاتحاد الأوروبي

في 16 أكتوبر 2024، عقدت أول قمة لمجلس التعاون الخليجي والاتحاد الأوروبي في بروكسل، بلجيكا. وقد ترأسها بشكل مشترك شارل ميشيل والرئيس الدوري لمجلس التعاون الخليجي الشيخ تميم بن حمد آل ثاني، تحت عنوان "الشراكة الاستراتيجية من أجل السلام والازدهار". طلبت هيومن رايتس ووتش من الاتحاد الأوروبي الاستفادة من القمة الأولى مع زعماء الخليج، وتحدي تورط الإمارات العربية المتحدة ودول مجاورة أخرى في الحرب الأهلية السودانية. قال مدير الاتحاد الأوروبي في هيومن رايتس ووتش، فيليب دام، إن قادة النقابات يجب أن "يضغطوا علنًا" على الإمارات العربية المتحدة لوقف توريد الأسلحة لقوات الدعم السريع ودفع الميليشيات لإنهاء الحرب.

## النظام الأساسي وسياسة المجلس
حدّد النظام الأساسي لمجلس التعاون أهداف المجلس في تحقيق التنسيق والتكامل والترابط بين الدول الأعضاء في جميع الميادين وصولًا إلى وحدتها، وتوثيق الروابط بين شعوبها، ووضع أنظمة متماثلة في مختلف الميادين الاقتصادية والمالية، والتجارية والجمارك والمواصلات، وفي الشؤون التعليمية والثقافية والاجتماعية والصحية والإعلامية والسياحية والتشريعية، والإدارية، ودفع عجلـة التقـدم العلمي والتقني في مجالات الصناعة والتعدين والزراعة والثروات المائية والحيوانية، وإنشاء مراكـز بحـوث علمية وإقامة مشاريع مشتركة، وتشجيع تعاون القطاع الخاص.

### المجلس الأعلى
هو السلطة العليا لمجلس التعاون، ويتكون من رؤساء الدول الأعضاء. ورئاسـته دورية حسب الترتيب الهجائي لأسماء الدول، ويجتمع في دورة عادية كل سـنة، ويعين الأمين العام ويجوز عقد دورات اسـتثنائية بناء على دعوة أي دولة عضو، وتأييد عضو آخر. وفي قمة أبوظبي لعام 1998م قرر المجلس الأعلى عقد لقاء تشاوري فيما بين القمتين السابقة واللاحقة. ويعتبر انعقاد المجلس صحيحا إذا حضر ثلثا الأعضاء الذين يتمتع كل منهـم بصوت واحـد، وتصدر قـراراتـه في المسـائل الموضـوعيـة بإجماع الدول الأعضاء الحاضرة المشـتركة في التصويت. هيئة تسوية المنازعات التي تتبع المجلس الأعلى هيئة تسوية المنازعات التي يشكلها المجلس الأعلى في كل حالة حسب طبيعة الخلاف النظام الأساسي.

### المجلس الوزاري
يتكون المجلس الوزاري من وزراء خارجية الدول الأعضاء أو من ينوب عنهم من الوزراء. وتكون رئاسته للدولة التي تولت رئاسة الدورة العادية الأخيرة للمجلس الأعلى، ويعقد المجلس اجتماعاته مرة كل ثلاثة أشهر ويجوز له عقد دورات استثنائية بناء على دعوة أي من الأعضـاء وتأييد عضـو آخر، ويعتبر انعقاده صحيحًا إذا حضر ثلثا الدول الأعضاء. وتشمل اختصاصات المجلس الوزاري، من بين أمور أخرى، اقتراح السياسات ووضع التوصيات الهادفة لتطوير التعاون بين الدول الأعضاء، والعمل على تشجيع وتنسيق الأنشطة القائمة بين الدول الأعضاء في مختلف المجالات، وتحال القرارات المتخـذة في هـذا الشـأن إلى المجلـس الـوزاري الـذي يرفع منها بتوصية إلى المجلـس الأعلى ما يتطلب موافقته. كما يضطلع المجلس بمهمة التهيئة لاجتماعات المجلس الأعلى وإعداد جدول أعماله. وتماثل إجـراءات التصويت في المجلـس الوزاري نظيرتها في المجلس الأعلى النظام الأساسي.

### الأمانة العامة
تتلخص اختصاصات الأمانة العامة في إعداد الدراسة الخاصة بالتعاون والتنسيق والخطط والبرامج المتكاملة للعمل المشترك، وإعداد تقارير دورية عن أعمال المجلس، ومتابعة تنفيذ القرارات، وإعداد التقارير والدراسات التي يطلبها المجلس الأعلى أو المجلس الوزاري، والتحضير للاجتماعات وإعداد جدول أعمال المجلس الوزاري ومشروعات القرارات، وغير ذلك من المهام.
يتألف الجهاز الإداري للأمانة العامة من:
1. أمين عام يعينه المجلس الأعلى لمدة ثلاث سنوات قابلة للتجديد مرة واحدة.
2. خمسة أمناء مساعدين للشؤون السياسية والاقتصادية والعسكرية والأمنية والإنسان والبيئة، ورئيس بعثة مجلس التعاون لدول الخليج العربية في بروكسل، ويعينهم المجلس الوزاري بترشيح من الأمين العام لمدة ثلاث سنوات قابلة للتجديد.
3. مدراء عامّون قطاعات الأمانة العامة وبقية الموظفين، ويتم تعيينهم من قبل الأمين العام.

يتمثل التنظيم الإداري للأمانة العامة في عدد من القطاعات المتخصصة والمساندة هي الشؤون السياسية، والشؤون الاقتصادية والشؤون العسكرية، الشؤون الأمنية، وشؤون الإنسان والبيئة، والشؤون القانونية، والشؤون المالية والإدارية، ومكتب براءات الاختراع، ومركز المعلومات. يضاف إلى ذلك ممثلية مجلس التعاون لدى الاتحاد الأوروبي في بروكسل، والمكتب الفني للاتصالات بمملكة البحرين ومكتب الهيئة الاستشارية بسلطنة عمان.
الأمناء العامين للمجلس 
| الترتيب | صورة | الاسم                      | الجنسية  | الفترة        | الفترة        | الفترة            |
| الترتيب | صورة | الاسم                      | الجنسية  | من تاريخ      | إلى تاريخ     | المدة             |
| ------- | ---- | -------------------------- | -------- | ------------- | ------------- | ----------------- |
| 1       |      | عبد الله بن يعقوب بشارة    | الكويت   | 1 مايو 1981   | 31 مارس 1993  | 11 سنة، و11 شهر   |
| 2       |      | فاهم بن سلطان القاسمي      | الإمارات | 1 أبريل 1993  | 31 مارس 1996  | 3 سنوات           |
| 3       |      | جميل بن إبراهيم الحجيلان   | السعودية | 1 أبريل 1996  | 31 مارس 2002  | 6 سنوات           |
| 4       |      | عبد الرحمن بن حمد العطية   | قطر      | 1 أبريل 2002  | 31 مارس 2011  | 9 سنوات           |
| 5       |      | عبد اللطيف بن راشد الزياني | البحرين  | 1 أبريل 2011  | 31 يناير 2020 | 8 سنوات، و10 أشهر |
| 6       |      | نايف فلاح مبارك الحجرف     | الكويت   | 1 فبراير 2020 | 31 يناير 2023 | 3 سنوات           |
| 7       |      | جاسم محمد البديوي          | الكويت   | 1 فبراير 2023 | حتى الآن      | 2 سنوات و181 أيام |

## قوات درع الجزيرة المشتركة
قوات درع الجزيرة المشتركة هي قوات عسكرية مشتركة لدول مجلس التعاون الخليجي وأُنشئت عام 1982م. بهدف حماية أمن الدول الأعضاء مجلس التعاون الخليجي وردع أي عدوان عسكري. يقود القوات في الوقت الحالي اللواء مطلق بن سالم الأزيمع. قرّر المجلس الأعلى لمجلس التعاون في دورته الثالثة ( المنامة، نوفمبر 1982م ) الموافقة على إنشاء قوة درع الجزيرة. قائد قوات درع الجزيرة حاليًا هو اللواء الركن السعودي حسن بن حمزة الشهري.
في البداية، تم تشكيل قوة أّطلق عليها اسم «قوات درع الجزيرة» وفي انعقاد المجلس الأعلى لمجلس التعاون في دورته السادسة والعشرين (أبو ظبي، ديسمبر 2005م) تمت الموافقة على اقتراح الملك عبد الله بن عبد العزيز آل سعود بتعديل المسمى من قوة درع الجزيرة إلى قوات درع الجزيرة المشتركة . يقع مقر قوات درع الجزيرة المشتركة في المملكة العربية السعودية، محافظة حفر الباطن، مدينة الملك خالد العسكرية قرب الحدود بين الكويت والعراق. تتألف قوات درع الجزيرة من فرقة مشاة آلية بكامل إسنادها وهي ( المشاة والمدرعات والمدفعية وعناصر الدعم القتالي ) وتتألف القوة التأسيسية من لواء مشاة يقدر بحوالي 5 آلاف جندي من عناصر دول مجلس التعاون الست ( السعودية وعمان والإمارات والكويت وقطر والبحرين ). أغلب جنود القوة هم من المملكة العربية السعودية وسلطنة عمان مع أعداد أصغر من باقي الدول وبهذه القوة فإن القدرة القتالية لقوات درع الجزيرة تؤهلها فقط لخوض حرب دفاعية. إستراتيجيًا تشكل قوات درع الجزيرة قيمة إستراتيجية محدودة من الناحية الأمنية وهي غير قابلة للتصدي لأي عدوان واسع النطاق.
بعد الاجتياح العراقي لدولة الكويت، قامت المملكة العربية السعودية بتكرار دعواتها لزيادة التعاون الداخلي للدول الأعضاء في درع الجزيرة كما دعمت اقتراح السلطان قابوس بن سعيد بن تيمور آل سعيد بزيادة أعداد قوات درع الجزيرة إلى 100 ألف جندي إلا أن مع هزيمة القوات العراقية في نهاية فبراير 1991م تقلصت الأصوات الداعية إلى زيادة قوة درع الجزيرة ضمن الأعضاء كما انتهى مشروع زيادة قوات درع الجزيرة في ديسمبر 1991 بضغط سعودي.
| الترتيب (2023) | الترتيب (2023) | الدولة                        | القوة                     | الإنفاق العسكري (دولار أمريكي) | القوات العاملة | القوات الاحتياطية | المجموع (2017) | مؤشر القوة (2023) |
| خليجيًا         | عالميًا         | الدولة                        | القوة                     | الإنفاق العسكري (دولار أمريكي) | القوات العاملة | القوات الاحتياطية | المجموع (2017) | مؤشر القوة (2023) |
| -------------- | -------------- | ----------------------------- | ------------------------- | ------------------------------ | -------------- | ----------------- | -------------- | ----------------- |
| 1              | 22             | المملكة العربية السعودية      | القوات العسكرية السعودية  | 75,013,300,000                 | 480,700        | 25,000            | 505,700        | 0.3626            |
| 2              | 56             | دولة الإمارات العربية المتحدة | القوات المسلحة الإماراتية | 22,755,100,000                 | 65,000         | 0,000             | 65,000         | 0.8978            |
| 3              | 65             | دولة قطر                      | القوات المسلحة القطرية    | 15,412,100,000                 | 12,000         | 0,000             | 12,000         | 1.1296            |
| 4              | 76             | سلطنة عمان                    | القوات المسلحة العمانية   | 5,783,500,000                  | 72,000         | 20,000            | 92,000         | 1.4081            |
| 5              | 78             | دولة الكويت                   | الجيش الكويتي             | 8,244,100,000                  | 15,500         | 31,000            | 46,500         | 1.4441            |
| 6              | 79             | مملكة البحرين                 | قوة دفاع البحرين          | 1,381,300,000                  | 15,500         | 112,500           | 127,500        | 1.4511            |

## الاقتصاد

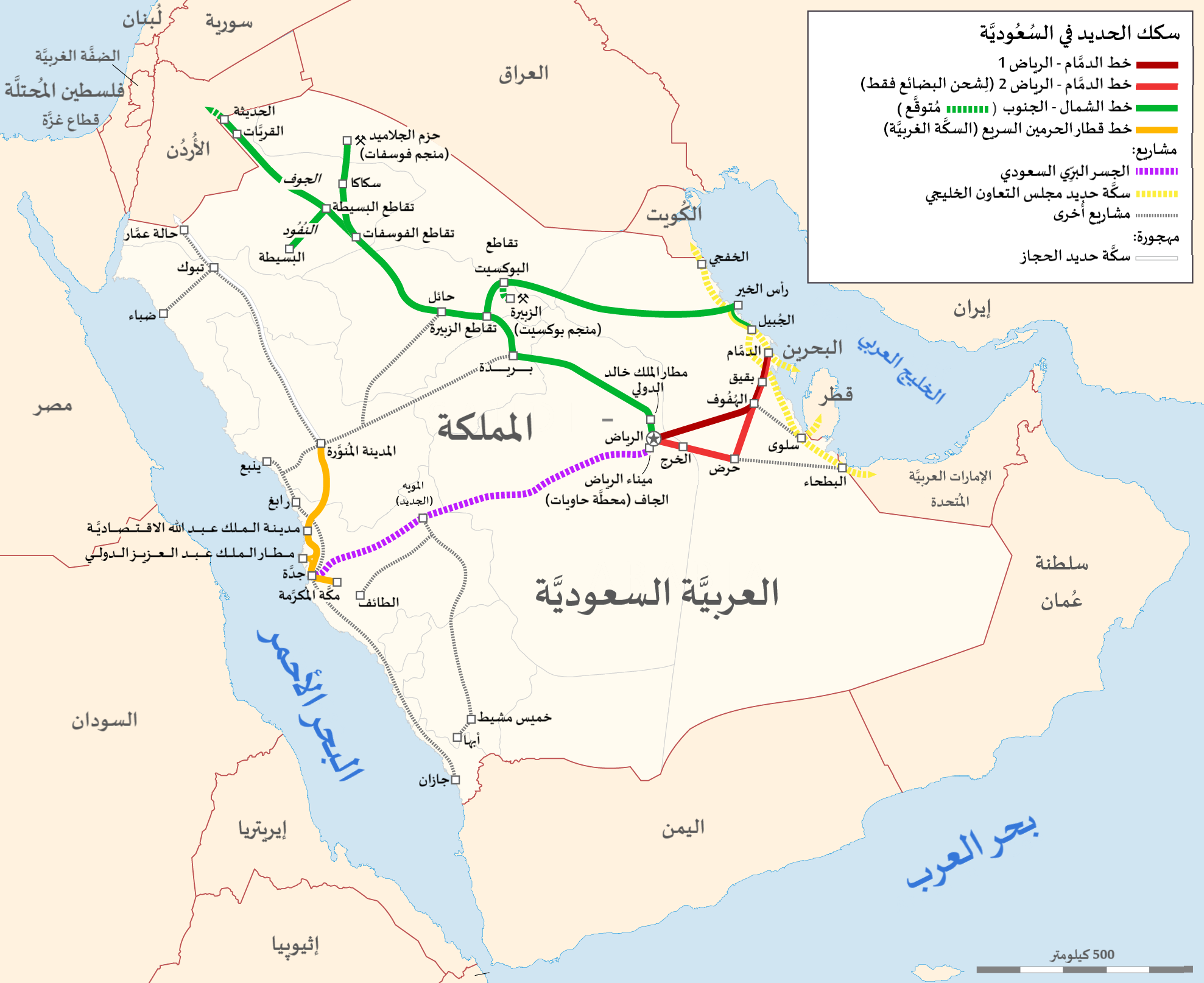
خريطة السكك الحديدية في المملكة العربية السعودية. يمكن رؤية مشروع سكة حديد دول مجلس التعاون لدول الخليج العربية (باللون الأصفر) لربط جميع دول مجلس التعاون الخليجيّ الست.

### السوق الداخلية
تم إطلاق السوق المشتركة في 1 يناير 2008م مع وجود خطط لتحقيق سوق واحدة متكاملة. ومن خفت حركة البضائع والخدمات. ومع ذلك، تخلفت تنفيذ خلف بعد الأزمة المالية عام 2009م. بدأ إنشاء الاتحاد الجمركي في عام 2003م واكتمل والتشغيل الكامل في 1 يناير 2015م. وفي يناير كانون الثاني عام 2015م، كان السوق المشتركة أيضًا زيادة متكاملة، مما يتيح المساواة التامة بين مواطني دول مجلس التعاون الخليجي للعمل في القطاعين الحكومي والخاص، التأمين الاجتماعي وتغطية التقاعد، وتملك العقار، حركة رأس المال، والحصول على التعليم والصحة والخدمات الاجتماعية الأخرى في جميع الدول الأعضاء. ومع ذلك، لا تزال هناك بعض الحواجز في الحركة الحرة للسلع والخدمات. وتنسيق النظم الضريبية والمعايير المحاسبية والتشريعات المدنية حاليًّا في التقدم. التشغيل المشترك للمؤهلات المهنية، وشهادات التأمين ووثائق الهوية كما يجري.

### الاتحاد النقدي
في عام 2014م، اتخذت مملكة البحرين ودولة الكويت ودولة قطر والمملكة العربية السعودية خطوات كبيرة لضمان خلق عملة واحدة. قال وزير المالية الكويتي الأعضاء الأربعة المضي قدمًا في الاتحاد النقدي ولكن قال بعض "النقاط الفنية" في حاجة إلى حل، وأضاف "سيكون هناك سوق مشتركة وبنك مركزي مشترك أيضًا وضع دول مجلس التعاون الخليجي ككيان واحد التي سيكون لها عظيم " التأثير على النظام المالي الدولي". ويشرف على تنفيذ عملة واحدة وخلق البنك المركزي من قبل مجلس النقد.

### البنية التحتية
ذكر الدكتور محمد صالح السادة وزير الطاقة والصناعة القطري إن دول مجلس التعاون الخليجي تعتزم استثمار نحو 210 مليارات دولار في مشروعات البنية التحتية في الفترة ما بين عامي 2016 و2020. وأضاف السادة خلال كلمة ألقاها في المؤتمر الدولي لصناعة وتجارة الاسمنت الذي افتتح اليوم الإثنين بالعاصمة القطرية الدوحة أن معظم هذا الإنفاق يأتي في إطار استعدادات دول مجلس التعاون لأكبر حدثين، وهما معرض “اكسبو 2020″ في دولة الإمارات، ومونديال 2022 في قطر، لافتًا إلى أن منطقة الخليج تعيش ازدهارًا غير مسبوق. ومعرض إكسبو، هو تجمع عالمي ينظم مرة كل 5 سنوات يضم مئات المشاركين بما في ذلك الحكومات، والمنظمات الدولية، والشركات، ويضم فعاليات تستهدف تعزيز العلاقات الدولية، والاحتفاء بالتنوع الثقافي، وتقدير الإبداعات التكنولوجية. ودبي هي المدينة الأولى في منطقة الشرق الأوسط وشمال أفريقيا وجنوب آسيا التي تستضيف معرض إكسبو العالمي.
واستعدت قطر لاستضافة كأس العالم في 2022 بالعديد من مشروعات البنية التحتية والتي يتصدرها إنشاء الملاعب الرياضية. وأوضح السادة أنه تم تخصيص استثمارات بقيمة 120 مليار دولار لقطاعات النقل وبناء الطرق والجسور ضمن تلك الاستثمارات. وقال الوزير القطري إن قطاع التشييد في دول الخليج سينمو بنسبة 5.3% سنويًا حتى عام 2020 مقارنة بنحو 2.2% في الاقتصاديات المتقدمة، وذلك رغم عودة تلك الدول للاستثمار في البنية التحتية لاعتبارها عاملًا من عوامل النمو ومساهمة في خلق فرص للعمل وتوفيرها. وذكر السادة أن المستثمرين في صناعة الإسمنت يواجهون عوامل متعددة قد تؤثر على الصناعة، من بينها تذبذب أسعار العملات التي تؤثر على المصدرين والموردين، إضافة إلى السياسات المالية المتبعة من قبل العديد من الدول حيث تعد كلها عوامل تؤثر في مناخ الاستثمار في صناعة الاسمنت.

## برامج مشتركة
| - اتحاد الغرف. - العملة الموحدة. - جائزة البحوث الأمنية. - درع الجزيرة. - مؤسسة الإنتاج البرامجي المشترك. - مركز التحكيم التجاري. - هيئة التقييس. - مكتب التربية. - الاتحاد الجمركي لدول مجلس التعاون. | - مركز مجلس التعاون لإدارة حالات الطوارىء. - مكتب التربية العربي لدول الخليج. - منظمة الخليج للاستشارات الصناعية. - هيئة التقييس لدول مجلس التعاون لدول الخليج العربية. - مكتب وزراء الصحة بدول مجلس التعاون الخليجي. - مجلس وزراء العمل والشؤن الاجتماعية الخليجي. - جائزة مجلس التعاون لدول الخليج العربي للبحوث الأمنية. - جائزة مجلس التعاون للبحوث المتميزة. - جائزة مجلس التعاون لأفضل الأعمال البيئية. | - اللجنة الوزارية للبريد والاتصالات وتقنية المعلومات. - لجنة التعاون الكهربائي. - لجنة المعلومات الإسكانية. - التعليم في دول المجلس. - لجنة التعاون العلمي والتقني. - لجنة تبادل المعلومات الكهربائية والمائية. - أجهزة الزكاة بدول المجلس. - دواوين المراقبة والمحاسبة. - لجنة المعلومات الاسكانية. |

## السياحة

### أهم المدن
| - الرياض - الكويت - أبو ظبي - الدوحة - المنامة - مسقط - مكة المكرمة - المدينة المنورة - جدة - صلالة - دبي - الأحمدي - محرق - أبها - العين - الطائف - بريدة - الدمام - الخبر - الرفاع - تبوك - نزوى - الجهراء - صحار - الخور |

### السياحة الدينية
| - المسجد الحرام، مكة المكرمة - المسجد النبوي، المدينة المنورة - غار حراء، مكة المكرمة - غار ثور، مكة المكرمة - جبل الرحمة، مكة المكرمة - مسجد القبلتين، المدينة المنورة |

### السياحة الطبيعية
| - صلالة - أبها - الباحة - فيفاء - المندق - ولاية طاقة - جزر فرسان - العين, أبوظبي - النماص - رجال ألمع - مسندم - مطرح |

## الملاحظات
1. ↑  مؤشر القوة: هو مؤشر قياسي للدلالة على القوة العسكرية للدولة، ويتم احتساب عدد القوات، والعتاد العسكري، والمزايا الجغرافية في هذا المؤشر. كلما قل رقم المؤشر، زادت قوة الدولة.

## وصلات خارجية
- موقع المجلس على الإنترنت.
- مجلس التعاون الخليجي – قوانين وتشريعات الدول الأعضاء.
- هيئة المحاسبة والمراجعة لدول مجلس التعاون لدول الخليج العربي.